# Дона, Дарио
Дарио Дона (итал. Dario Donà; род. 17 сентября 1961, Чизмон-дель-Граппа, Италия) — итальянский футболист, игравший на позиции полузащитника за ряд итальянских клубных команд и юношескую сборную Италии. Чемпион Италии в составе «Вероны».

## Клубная карьера
Начинал играть в команде нижней лиги «Сельвана», а в 1979 году заключил контракт с представителем Серии C1 клубом «Тревизо».
В следующем году перешел в команду «Варезе», в котором еще за год получил приглашение присоединиться к «Милана». В составе основной команды «россонери» провел лишь две игры в рамках розыгрыша Кубка Италии, после чего перешел к «Ланеросси».
В 1983 году стал игроком «Болоньи», с которой получил повышение в классе с третьего до второго уровня итальянской футбольной пирамиды.
Сезон 1984/85 провел в «Вероне», которая в том году стала чемпионом Италии. Однако в этой команде был игроком резервного состава, приняв участие лишь в 12 играх первенства.
В течение второй половины 1980-х играл за «Катандзаро», «Реджану» и «Анкону» во втором и третьем итальянских дивизионах.
В составе юношеской сборной Италии (U-20) был участником молодежного первенства мира 1981 года, на которой принял участие в двух играх.